# Azeet
Azeet is een organische verbinding met als brutoformule C3H3N. Het behoort tot de heterocyclische verbindingen en kan worden opgevat als een cyclobutadieenmolecule waarbij 1 koolstofatoom vervangen is door een stikstofatoom. Door de aanwezigheid van de twee dubbele bindingen en het heteroatoom in de ring, is er een zeer grote ringspanning aanwezig. Bovendien vertoont de stof anti-aromatisch karakter zodat azeet uiterst onstabiel is. De stof dimeriseert snel, zelfs bij lage temperaturen.